# Liste der Monuments historiques in Montsoreau
Die Liste der Monuments historiques in Montsoreau führt die Monuments historiques in der französischen Gemeinde Montsoreau auf.

## Liste der Bauwerke
| Bezeichnung        | Beschreibung                  | Standort | Kennzeichnung | Schutzstatus | Datum | Bild           |
| ------------------ | ----------------------------- | -------- | ------------- | ------------ | ----- | -------------- |
| Kirche St-Pierre   | Erbaut im 12./13. Jahrhundert | (Lage)   | PA00109213    | Inscrit      | 1952  |                |
| Windmühle          | Erbaut im 18. Jahrhundert     | (Lage)   | PA00109216    | Inscrit      | 1978  | weitere Bilder |
| Dolmen             |                               | (Lage)   | PA00109212    | Inscrit      | 1970  |                |
| Kamin eines Hauses | 16. Jahrhundert               |          | PA00109214    | Inscrit      | 1926  |                |
| Haus               | Erbaut im 15. Jahrhundert     |          | PA00109215    | Inscrit      | 1952  |                |
| Schloss Montsoreau |                               | (Lage)   | PA00109211    | Classé       | 1862  | weitere Bilder |